# この部室は帰宅しない部が占拠しました。
『この部室は帰宅しない部が占拠しました。』（このぶしつはきたくしないぶがせんきょしました）は、おかざき登による日本のライトノベル。イラストはぺこが担当している。MF文庫J（メディアファクトリー）より2011年11月から2013年7月まで刊行された。
メディアミックスとして、ドラマCDやゲーム化されたほか、コミカライズがrinの作画で『月刊コミックアライブ』（メディアファクトリー）にて2012年9月号から2013年6月号まで連載。単行本はアライブコミックスより刊行された。

## あらすじ
私立秋月学園に通う普通の男子高校生・柊木夕也は、学校に忘れた携帯電話を取りに行くために、夜の学校へ忍び込んだ。無事携帯を取り戻した夕也だったが、突如ナイフを持った少女に襲われる。襲いかかってきたのは、転校してきたばかりのクラスメイト・桜江ゆすらだった。この時、既に閉門時間は過ぎていたが、ゆすらをはじめ、夕也の幼馴染・木滝恋子など、数名の生徒が校内に残っており、各々が自らの目的を果たすために、秘密裏に活動を続けていた。
校内に残っていた生徒たちの事情を知った夕也は学校に泊まり込み、帰宅しない人たちとともに生活を送っていた。しかし、生徒会長であり従姉の秋月琴音に「校則を違反させることはできない」と注意され、帰宅勧告をされてしまう。そこで夕也は「帰宅しない部」の設立を宣言し、帰宅しない部と生徒会との対決が幕を開けた。
当初、帰宅しない部の部員は、夕也、ゆすら、恋子の3人で、部としての許可が必要な5人に達していなかった。生徒会側はこの理由で帰宅しない部を解散させようとしたため、夕也たちはこの3人以外で閉門時間が過ぎても学校に残っていた生徒を部員にしようと計画。しかし、部を立ち上げた翌日、夕也の妹・柊木耶宵が、夕也を連れて帰ってしまう。夕也の説得により、耶宵は帰宅しない部への入部を決意するが、中等部の部員は人数に含まれず、部員数は3人のままであった。その後も生徒会による妨害が続けられたものの、なんとか5人の部員を集めることができた夕也たちは、帰宅しない部を正式な部活動として設立させることに成功した。
帰宅しない部の成立が決まり、夕也たちに平穏が訪れたように思われた。しかし、部内の少女たちの間では、夕也を巡った恋愛騒動が幕を開けようとしていた。

## 登場人物
※特に明記していない場合、担当声優はゲーム・ドラマCD共通。

### 帰宅しない部
柊木 夕也（ひいらぎ ゆうや）
声：井口祐一（ドラマCDのみ）
本作の主人公。帰宅しない部の副部長。普通の高校生だが、妹の面倒を見ることに生きがいを感じるシスコン。母親が父親の単身赴任を機に料理をしなくなったことをきっかけに料理を始め、その腕は他の少女たちを唸らせるほど。
誰に対しても面倒見がよく優しい性格で、立場上敵である琴音を危険から救ったりと、度々その一面をうかがわせる。人を外見ではなく本質で見ており、沙月が後ろ向きな発言をしていた時は珍しく激怒していた。頭の回転が早く、帰宅しない部追い出し作戦で生徒会と対立した時は、奇抜な作戦で勝利へと導き、帰宅しない部の設立を成就させている。その性格などから、他の生徒からの信頼は厚く「鎮魂祭（学園祭）」では、全生徒の中心となっている。
ゆすらと過ごしていくうちに彼女に惹かれていき、「鎮魂祭」の際に告白したが、ゆすらからは断られてしまう。その後、恋子と付き合い始めたものの、やはりゆすらのことが気になっており、恋子や雅紀の後押しもあって、ゆすらが両親と共に日本を出ることになったときには、空港で改めてゆすらに告白し、求愛のキスを交わした。
秋月学園を卒業してからは、ゆすらと同じ大学に通い、料理の腕を磨くために様々な飲食店でアルバイトをした。その後、ゆすらと共に「犬カフェ＆レストラン・小さな群れ（リトル・パック）」をオープンさせた。
桜江 ゆすら（さくらえ ゆすら）
声：下田麻美
夕也のクラスに転校してきた少女で、帰宅しない部の部長。口癖は「がう」で、オオカミのような行動を取る。両親が「人類に敵なし」と称されるほどの格闘家で、ゆすらも連れられて秘境へ旅した。その際に出会ったオオカミのアルファと仲良くなり、オオカミのような行動もこれに由来する。そのため、夕也を「群れ」の仲間と見なすために、クラスメイトの前でいきなりキス（本人にとっては食べ物を隠し持っていないかどうかのチェック）をするなど、人間社会における常識には乏しい。特に恋愛沙汰には疎く、夕也に対して抱き始めた恋心を病気か何かと勘違いしていた。育った環境からか、屋上から木を伝って降りる、ドラム缶をかなりの飛距離で投げ飛ばすなど、並外れた運動能力を持っている。かなりの大食いでもあり、30分以内に5キログラムのカレーを完食させた。本人はそれほど気にしていないが、貧乳である。
夕也に対する恋心を次第に理解していき、自覚してからは、恋子に対して正々堂々とライバル宣言をした。しかし、帰宅しない部の成立後、自分の存在は何の役にも立っていないと感じ、夕也のことを避けるようになる。鎮魂祭では、恋子に告白された夕也の背中を押し、自分は親について行くことを決意した。それでも、出発の日に空港まで追いかけてきた夕也に告白され、それを受け入れた。
秋月学園卒業後は「エンゼルテイル」で働きながら、大学の獣医学科を卒業。ペット関係の資格をいくつも取り、夕也と共に「犬カフェ＆レストラン・（リトル・パック）」をオープンさせた。
木滝 恋子（きたき れんこ）
声：堀江由衣
夕也の1歳年下の幼馴染。魔術師の家系に生まれ、百年に一人の逸材と呼ばれる。立派なネクロマンサーになるために家を出て、学校に泊まり込んで修行を積んでいる。その実、怖いものが苦手。小さい頃は夕也のことをよく「お兄ちゃん」と呼んで慕っていたが、後に恥ずかしさのあまり夕也を避けるようになっていた。1年にも及ぶ死体探しの経験により、穴を掘る作業を得意とし、ゆすらほどではないにせよ運動能力は平均を上回っている。超が付くほどの貧乳で、本人も気にしている。
夕也には以前から好意を寄せており、ゆすらによるライバル宣言によって、その心中を明かした。その後、鎮魂祭で告白することを決意する。ミス秋月学園コンテストにて第1位をとり、そのステージで夕也に告白した（沙月曰く、最高のステージ）。しかし、クリスマスのデートで夕也の想いが自らに向いていないことに気づき、ゆすらの出発の日には、夕也を無理やり空港に行かせた。
秋月学園卒業後は猛勉強をして刑事になり、特殊な方法で事件を解決している。
秋月 琴音（あきつき ことね）
声：水橋かおり
私立秋月学園の生徒会長にして、夕也の従姉。夕也のことは「夕くん」と呼ぶ。お金持ちの家系に生まれている上、秋月学園理事長の孫であることから、秋月学園においては本気になれば教師をも黙らせるほどの権力を持っている。容姿も優れており、それだけで「武装風紀委員部隊」を設立できるほど。ポケットマネーで校長室の備品を買い換えることも容易く、帰宅しない部の設立を阻止するために武装風紀委員を使って多少の手荒なマネもしている。夕也からの都合の悪い発言には、「悲しいわ！」という言葉をかぶせてかき消し、有耶無耶にしている。夕也だけは妹に世話を焼いてばかりで琴音に全然なびかないので、いつか跪かせたいと思っている。かなりの巨乳。生徒会による帰宅しない部の設立阻止が失敗に終わったため、生徒会との掛け持ちという形で帰宅しない部に入部した。秋月鼓充朗の葬式後に夕也に告白する。
柊木 耶宵（ひいらぎ やよい）
声：小倉唯
夕也の2歳年下の妹。父親に会いたいがために禁断症状を起こした母親に付き添うという名目で、美味しいもの目当てに北海道まで付いて行った。夕也には兄以上の感情を抱いており、夕也との仲を邪魔する人には容赦しないが、決してその一面を夕也に見せることはない。中学生にしては胸が大きく異性を引き付ける一方、当の本人は兄を除く同年代の異性に無関心。
志々谷 左京（ししや さきょう）
声：伊藤静
私立秋月学園生徒会直属・武装風紀委員部隊一番隊隊長。右京は双子の妹。律儀な性格で、決め事は破らない。夕也との決闘時に敗北し、取り決めてあった「敗者は勝者側の団体に入る」というルールに従い、帰宅しない部に入部することとなった。夕也が耶宵に拉致監禁されたときはうろたえるなど、何かと夕也を気にかけている様子。
志々谷 右京（ししや うきょう）
声：斎藤千和
私立秋月学園生徒会直属・武装風紀委員部隊二番隊隊長。左京は双子の姉。負けん気が強く、感情に任せて軽率な行動をとることがある。
土御門 沙月（つちみかど さつき）

夕也の後輩で、陰陽師の家系に生まれた少女。生まれつき魔力が弱く、本人は魔法を使うことができないため、家族からは邪魔者扱いされてきた。それを克服するため、手品などのトリックを使って擬似的に魔法を使用してきた。家系で敵対関係にある恋子をライバル視しており、決闘による勝利を目論んでいたが、恋子の思いやりに感銘を受け、負けを認めた上で帰宅しない部へと入部することとなった。

### 学校の関係者
桐谷 雅紀（きりや まさき）

夕也のクラスメイト。優等生の上にイケメンなので、女子からこの上なくモテる。その実、「ロリじゃないから」という理由で告白を断るほどのロリコン。ロリ体型の沙月に好意を抱いている。いつも女子が近くにいるので、校内一の情報通。その筋から噂を広めることもできる。
一ノ瀬先生（いちのせせんせい）

女性教師で、夕也のクラスの担任。いつも間延びした声で、怒られても怒られている気がしない。

## ゲーム
BOOST ONからPlayStation Portable用ゲームソフトが2本発売されている。主人公の柊木夕也となって、4人のヒロインと交流する内容である。ヒロインのCGはLive 2Dによって描画され、なめらかにアニメーションする。
この部室は帰宅しない部が占拠しました。ぽーたぶる 学園サマー・ウォーズ編
2012年8月2日発売。
夏休みに入っても相変わらず学園内に居残ったままの帰宅しない部は、施設の改修を進めようとする生徒会から立ち退きを要求される。恋子のたっての希望で合宿を計画していた帰宅しない部は、武装風紀委員部隊の侵攻に立ち向かう。
この巻にのみ志々谷姉妹が登場するが、サブキャラクターなのでCGにLive 2Dは施されていない。
この部室は帰宅しない部が占拠しました。ぽーたぶる 学園ドッグ・イヤー編
2012年10月25日発売。
夏休みも後半に差し掛かったある日、恋子の魔法が失敗したせいでヒロインたちに犬耳と尻尾が生えてしまった。速やかに解呪の儀式を行わなければ、残りの一生をその姿で過ごさねばならなくなる。帰宅しない部は、学園中に散り散りになった呪文書の回収を試みる。
主題歌
オープニングテーマ：ファンタスティック★スクールデイズ
作詞；milfy、作・編曲：山口朗彦 / 歌： 桜江ゆすら（下田麻美）・木滝恋子（堀江由衣）
エンディングテーマ：Don't forget
作詞；milfy、作・編曲：山口朗彦 / 歌：秋月琴音（水橋かおり）・柊木耶宵（小倉唯）

## ドラマCD
2012年5月25日にBOOST ONより発売された。内容は小説1巻から2巻に沿った内容で、この他に新しい解釈を加えた新ストーリーも追加している。

## 既刊一覧

### 小説
- おかざき登（著）・ぺこ（イラスト） 『この部室は帰宅しない部が占拠しました。』 メディアファクトリー〈MF文庫J〉、全8巻
  1. 2011年5月25日発売[9]、ISBN 978-4-8401-3924-3
  2. 2011年8月25日発売[10]、ISBN 978-4-8401-4000-3
  3. 2011年11月25日発売[11]、ISBN 978-4-8401-4301-1
  4. 2012年3月23日発売[12]、ISBN 978-4-8401-4531-2
  5. 2012年7月25日発売[13]、ISBN 978-4-8401-4642-5
  6. 2012年12月25日発売[14]、ISBN 978-4-8401-4938-9
  7. 2013年3月25日発売[15]、ISBN 978-4-8401-5139-9
  8. 2013年7月25日発売[16]、ISBN 978-4-8401-5245-7

### 漫画
- おかざき登（原作）・ぺこ（キャラクター原案）・rin（漫画） 『この部室は帰宅しない部が占拠しました。』 メディアファクトリー〈MFコミックス アライブシリーズ〉、全2巻
  1. 2012年12月22日発売[17]、ISBN 978-4-8401-4769-9
  2. 2013年7月23日発売[18]、ISBN 978-4-8401-5083-5